# Idiome de programmation
Pour l’article homonyme, voir idiome.
En programmation informatique, un idiome ou patron d'implémentation est un moyen standard d'exprimer une construction courante dans un ou plusieurs langages de programmation.
Un idiome peut exprimer une tâche simple, un algorithme, ou une structure de données qui peuvent faire partie ou non des fonctionnalités intégrées au langage. Le patron d'implémentation propose une solution propre à un langage pour des détails d'implémentation tandis que le patron de conception propose une solution générale à un problème récurrent dans la conception de logiciels.

## Définition
Un idiome est une implémentation d'un concept dans un langage de programmation spécifique qui ne fournit pas nativement une construction pour ce concept.
Connaître les idiomes associés à un langage de programmation est un aspect important de la maîtrise effective de ce langage.

## Exemples
La construction d'une boucle infinie est un exemple d'idiome.
Voici un idiome du langage Perl pour implémenter l'action "Appeler la fonction f sur chaque élément du tableau a" :
```
  
f
(
$_
)
 
for
 
@a
;

```

La même action est réalisable dans d'autres langages mais exprimée différemment, chaque langage ayant sa propre syntaxe. Aussi, chaque communauté reconnaît des « bonnes pratiques », c'est-à-dire les façons de faire débattues puis considérées comme idiomatiques.